# نعیمه، درعا
نعیمه (به عربی: النعیمة) یک روستا در سوریه است که در درعا واقع شده‌است. نعیمه ۷٬۴۷۲ نفر جمعیت دارد.